# Cirilio Fernandez
Cirilio Fernandez, meglio noto come Pepe Fernandez (Montevideo, 14 luglio 1943), è un ex calciatore uruguaiano.

## Carriera

### Calciatore
Uruguaiano, si trasferisce in Ecuador per militare nel Nueve de Octubre, con cui ottiene il secondo posto nella Campeonato Nacional de Fútbol 1965. Le due stagioni seguenti passa all'Emelec, ottenendo altri due secondi posti in campionato.
Nel 1967 raggiunge gli Stati Uniti d'America per giocare nei Los Angeles Toros, che l'anno seguente, spostandosi a San Diego, divennero San Diego Toros. Con i Toros raggiunse la finale della North American Soccer League 1968, persa contro gli Atlanta Chiefs.
La stagione successiva, dopo aver giocato alcuni incontri d'esibizione con i California Clippers, passa al Kansas City Spurs, società con cui vince il campionato ed il titolo personale di miglior giocatore del torneo. Giocò anche nella decisiva vittoria contro i Baltimore Bays.
Nel 1969 si trasferisce nei Paesi Bassi per giocare nel Go Ahead Eagles, con cui ottiene il settimo posto della Eredivisie 1969-1970.
L'anno seguente passa al PEC Zwolle, società che lascerà nel 1972, essendo stato ingaggiato dall'Haarlem.
Con l'Haarlem giocherà sino al 1974, anno in cui tornerà negli Stati Uniti d'America per giocare nei Seattle Sounders. Con i Sounders Fernandez ottenne come migliori piazzamenti il raggiungimento dei quarti di finale nelle stagioni 1975 e 1976.
Nel 1976 passa ai Tacoma Tides e l'anno seguente torna a giocare con gli olandesi dell'Haarlem, per poi tornare ai Seattle Sounders, senza però mai scendere in campo.
Nel 1981 torna a giocare con i Seattle Sounders, giocando per due anni nel campionato indoor della North American Soccer League.

## Palmarès

### Competizioni nazionali
- Campionato NASL: 1

Kansas City Spurs: 1969

### Individuale
- NASL Most Valuable Player: 1

1969